# El Socorro (Venezuela)
Pour les articles homonymes, voir El Socorro.
El Socorro est une ville de l'État de Guárico au Venezuela, capitale de la paroisse civile d'El Socorro et chef-lieu de la municipalité d'El Socorro.

## Personnalités
- Willian Lara (1957-2010), homme politique vénézuélien, député et ministre de la Communication et de l'Information ;